# Holbæk
Holbæk – miasto w Danii, siedziba gminy Holbæk. 24 349 mieszkańców (2007). Zajmuje powierzchnię 218 km². Ośrodek przemysłowy.
W mieście znajduje się stacja kolejowa Holbæk.

## Miasta partnerskie
- Celle, Niemcy